# Szansza
A szansza (hangul: 산사, RR: sansa) azt a hét, Dél-Koreában található buddhista hegyi monostort jelöli, melyet 2018-ban vett fel az UNESCO a világörökségi listára. A monostorok a 7. és 9. század között épültek és hasonló elrendezésűek. Az épületek elhelyezkedési módja csak Koreára jellemző.

## A monostorok listája
| Jelölés a térképen | Név           | Hely                       |
| ------------------ | ------------- | -------------------------- |
| a                  | Szonamsza     | Szuncshon, Dél-Csolla      |
| b                  | Tehungsza     | Henam, Dél-Csolla          |
| c                  | Popcsusza     | Poun, Észak-Cshungcshong   |
| d                  | Magoksza      | Kongdzsu, Dél-Cshungcshong |
| e                  | Thongdosza    | Jangszan, Dél-Kjongszang   |
| f                  | Pongdzsongsza | Jongdzsu, Észak-Kjongszang |
| g                  | Puszoksza     | Andong, Észak-Kjongszang   |